# Козлов Сергій Олександрович
Сергій Олександрович Козлов (нар. 27 вересня 1978, Миколаїв, СРСР) — український футболіст, нападник.

## Життєпис
Вихованець миколаївського футболу. З 1996 року виступав у дублі СК «Миколаїв». З 1997 року — в основній команді. Основним гравцем команди став лише в сезоні 1998/99 років, коли «Миколаїв» виступав у вищій лізі. Дебют у «вишці» — 7 липня 1998 року в грі СК «Миколаїв» — «Нива» (Тернопіль) 0: 1. Всього у вищій лізі зіграв 23 матчі.
У 2003 році виступав в команді «Водник» (Миколаїв), з якою завоював бронзові медалі аматорського чемпіонату України і право грати серед професійних команд, зіграв у другій лізі.
У 2004 році разом з ще одним миколаївців Денисом Васіним грав у команді вищої ліги чемпіонату Білорусі «Німан» (Гродно).
У 2005 році повернувся в Україну. Продовжив кар'єру в команді «Арсенал» (Харків), на базі якої після закінчення сезону був створений ФК «Харків». За «Харків» провів 15 матчів у турнірі дублерів, забив 4 голи.
З 2009 по 2011 грав в аматорській команді «Тепловик» (Южноукраїнськ).